# جشن فوتلایت
جشن فوتلایت (به انگلیسی: Footlight Parade) فیلمی ۱۰۴ دقیقه‌ای به کارگردانی لوید بیکن با بازی جیمز کاگنی محصول کشور ایالات متحده آمریکا است.

## خلاصه داستان
«چستر کنت» تهیه‌کننده نمایشهای موزیکال کمدی است. با آغاز عصر فیلمهای مصوت، او اقدام به تولید پیش گفتار برای فیلمها می‌کند. این کار برای او استرس زیادی به همراه دارد چون همیشه مجبور می‌شود گروهش را تغییر دهد و رقبایش ایده‌هایش را سرقت می‌کنند. او اگر بتواند در سه روز سه پیش گفتار را به روی صحنه ببرد می‌تواند یک قرار داد بزرگ بدست آورد و…